# Алтайське (Калінінградська область)
Алтайське (рос. Алтайское) — селище Гур'євського міського округу, Калінінградської області Росії. Входить до складу Добринського сільського поселення.
Населення — 1 особа (2015 рік).

## Населення
| 2002 | 2010 |
| ---- | ---- |
| 2    | ↘1   |